# Imre Szöllősi
Dans le nom hongrois Szöllősi Imre, le nom de famille précède le prénom, mais cet article utilise l’ordre habituel en français Imre Szöllősi, où le prénom précède le nom.
Pour les articles homonymes, voir Szöllősi.
Imre Szöllősi, né le 19 février 1941 à Budapest et mort le 27 décembre 2022 dans la même ville, est un kayakiste hongrois.

## Carrière
Imre Szöllősi participe aux Jeux olympiques de 1960 à Rome et remporte la médaille d'argent en K-1 1 000 m et la médaille d'argent dans l'épreuve du K-1 4x500m. Il est aussi cinquième du K-2 1 000 m avec György Mészáros et quatrième du K-4 1 000 m  aux Jeux olympiques de 1964 à Tokyo. Aux Jeux olympiques de 1968 à Mexico, il est médaillé de bronze du K-4 1 000 m.